# Lijst van rijksmonumenten in Harlingen (gemeente)

Harlingen

De gemeente Harlingen telt 533 inschrijvingen in het rijksmonumentenregister, hieronder een overzicht. 

## Harlingen
De plaats Harlingen (Harns) telt 517 inschrijvingen in het rijksmonumentenregister. Zie Lijst van rijksmonumenten in Harlingen (stad) voor een overzicht.

## Midlum
De plaats Midlum (Mullum) telt 5 inschrijvingen in het rijksmonumentenregister.
| Object                                                                                    | Oorspronkelijke functie? | Bouwjaar                                                                         | Architect | Locatie               | Coördinaten?                  | Nr.?  | Afbeelding                      |
| ----------------------------------------------------------------------------------------- | ------------------------ | -------------------------------------------------------------------------------- | --------- | --------------------- | ----------------------------- | ----- | ------------------------------- |
| Voorhuis van een boerderij onder zadeldak tussen topgevels met beitelingen                | Boerderij                | 1800-1850                                                                        |           | Fonteinstraat 2       | 53° 10' 58" NB, 5° 26' 53" OL | 20804 | Meer afbeeldingen               |
| Landelijk pand onder hoog schilddak met omgaande gootlijst op blokjes en hoekschoorstenen | Woonhuis                 |                                                                                  |           | Harlingerstraatweg 22 | 53° 10' 56" NB, 5° 26' 56" OL | 20806 | Meer afbeeldingen               |
| Landelijk pand met kroonlijst met goot op consoles onder schilddak met hoekschoorstenen   | Woonhuis                 |                                                                                  |           | Harlingerstraatweg 24 | 53° 10' 56" NB, 5° 26' 54" OL | 20807 | Meer afbeeldingen               |
| Nicolaaskerk. Hervormde kerk en toren                                                     | Kerk en kerkonderdeel    | ca. 1200 begin 19e eeuw (spits) 1866 (rest.) 1906-'07 (rest.) 1912 (consistorie) |           | Kerkstraat 1          | 53° 10' 57" NB, 5° 26' 53" OL | 20808 | Meer afbeeldingen               |
| Hervormde kerk, voorm. pastorie                                                           | Woonhuis                 | 17e eeuw 1702 (uitbr.)                                                           |           | Kerkstraat 5-7        | 53° 10' 58" NB, 5° 26' 55" OL | 20809 | Hervormde kerk, voorm. pastorie |

## Wijnaldum
De plaats Wijnaldum (Winaam) telt 11 inschrijvingen in het rijksmonumentenregister. Zie Lijst van rijksmonumenten in Wijnaldum voor een overzicht.
Achtkarspelen ·
Ameland ·
Dantumadeel ·
De Friese Meren ·
Harlingen ·
Heerenveen ·
Leeuwarden ·
Noardeast-Fryslân ·
Ooststellingwerf ·
Opsterland ·
Schiermonnikoog ·
Smallingerland ·
Súdwest-Fryslân ·
Terschelling ·
Tietjerksteradeel ·
Vlieland ·
Waadhoeke ·
Weststellingwerf